# Emmet Fox
El Rev. Emmet Fox (Cobh, Irlanda; 30 de julio de 1886 - París, Francia; 13 de agosto de 1951) fue un Ministro de la Iglesia de la Ciencia Divina y es uno de los más influyentes escritores sobre espiritualidad de inicios del siglo XX. Tuvo una gran influencia en los inicios de la organización "Alcohólicos Anónimos".

## Biografía
Su padre, que falleció antes de que Fox cumpliera diez años, fue médico y miembro del Parlamento. Fox cursó sus estudios superiores en la Stamford Hill, cerca de Londres, y se convirtió en ingeniero eléctrico. Sin embargo, desde muy joven se interesó por la sanación por medio de la mente y la oración. A partir del final de su adolescencia estudió el Nuevo Pensamiento. Llegó a conocer al prominente escritor del Nuevo Pensamiento, Thomas Troward.
Fox asistió a la reunión que la Alianza Internacional del Nuevo Pensamiento organizó en Londres, en 1914. Ofreció su primera conferencia sobre el Nuevo Pensamiento en el Mortimer Hall, en Londres, en 1928.
Luego, viajó a los Estados Unidos y en 1931 fue propuesto como sucesor del Rev. W. John Murray como ministro de la Primera Iglesia de la Ciencia Divina de Nueva York. Fue enormemente popular y habló a audiencias en algunos de los mayores recintos de la ciudad. Fue ordenado Ministro de la Iglesia de la Ciencia Divina por la Reverenda Nona Brooks, cofundadora de esta corriente religiosa.
Mientras vivió, Emmet Fox, fue la persona que mayores audiencias reunió para escuchar los pensamientos de un hombre acerca del significado religioso de la vida. Sus libros y folletos han sido distribuidos a más de 3 millones de personas y, haciendo un cálculo conservador, se cree que éstos han llegado a 10 millones de personas.
La secretaria de Fox era la madre de una persona que trabajaba con Bill Wilson, uno de los cofundadores de Alcohólicos Anónimos; como resultado de esta conexión, los grupos de A.A. iban siempre a escuchar a Fox. Sus textos, especialmente "El Sermón de la Montaña," se hicieron populares en los A.A.

## Libros
- La llave para el éxito en la Vida.
- El Sermón de la Montaña: La Clave del Éxito en la Vida (1934)
- Los Diez Mandamientos (1953)
- El Poder del Pensamiento Constructivo (1932) 
- Altera tu vida (1931)
- Diagramas para Vivir: La Biblia Revelada
- Descubra y use su Poder Interior (1937)
- La Dieta Mental de Siete Días (1935)
- Todo el Año con Emmet Fox: Un Libro de Lecturas Diarias (1931)
- Haz Que Tu Vida Valga La Pena (1942)
- El Equivalente Mental: El Secreto de la Demostración . (1943)